# Mike Collier
Mike Jerome Collier (Baltimore, 21 de setembro de 1953 – Hagerstown, 16 de fevereiro de 2025) foi um jogador profissional de futebol americano estadunidense

## Carreira
Mike Collier foi campeão da temporada de 1975 da National Football League jogando pelo Pittsburgh Steelers.